# Стрекоза жёлтая
Стрекоза жёлтая, или стрекоза желтоватая, или сжатобрюх жёлтый, или сжатобрюх желтоватый (лат. Sympetrum flaveolum) — вид стрекоз из рода Sympetrum.

## Этимология латинского названия
flaveolus (латинский язык) — жёлтенький (золотисто-жёлтого цвета): на крыльях стрекоз много жёлтого цвета.

## Описание

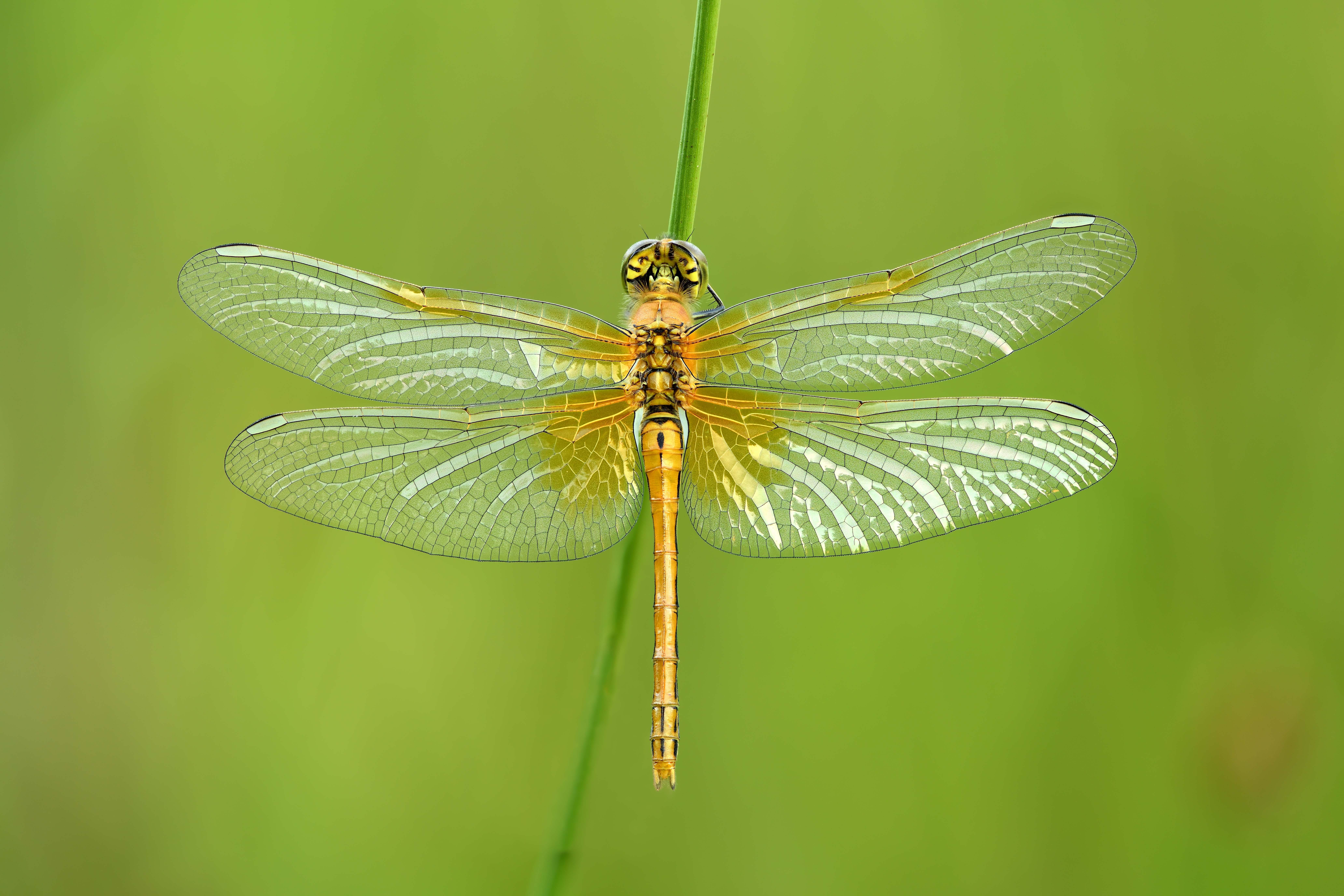
Самка

Длина 33—35 мм, брюшко 22—26 мм, заднее крыло 25—29 мм. Основание задних крыльев с большим жёлтым или янтарным пятном (иногда у самок данное пятно отсутствует или уменьшено в размерах). Ноги желтовато-коричневого цвета.
У самцов грудь красно-бурого или оранжево-красного цвета, её бока с чёрными полосками на швах. Брюшко тёмно-красного цвета. Нижняя поверхность брюшка чёрная. Глаза коричневато-красные, а снизу серого цвета. У самок грудь жёлто-бурая, её бока с чёрными полосками на швах. Брюшко жёлто-бурого цвета. Вдоль боков брюшка идёт непрерывная чёрная полоска, захватывающая собой боковые края тергитов. Глаза коричневатые, снизу — серого цвета.

## Ареал
Европа, Сибирь, Дальний Восток, Передняя и Центральная Азия. Вид обычный, часто многочисленный и даже массовый.

## Биология

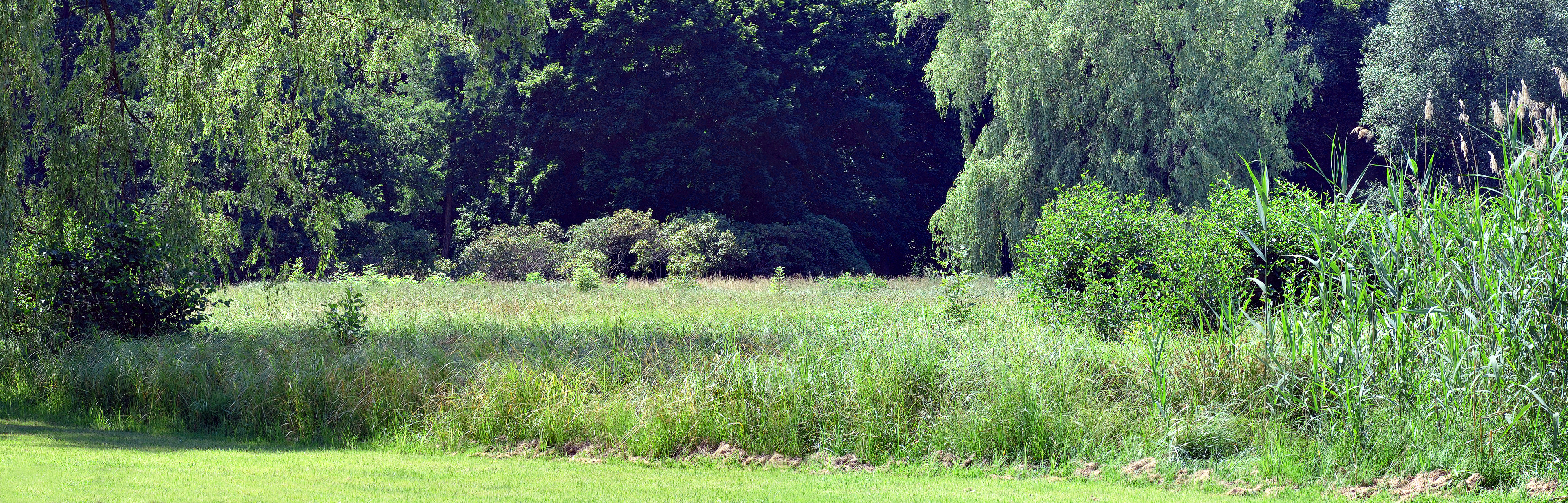
Типичное местообитание вида

Лёт: конец июля — середина сентября. Наиболее часто встречается около мелких водоёмов с зарослями растительности, стоячих водоёмов с богатой растительностью, особенно тёплых и мелких, в том числе сезонно пересыхающих. Разлетаются от водоёмов очень далеко. Полет стрекоз всегда быстрый, но не сильный. Отмечается концентрация имаго в местах скопления комаров. Самцы имеют индивидуальные охотничьи участки на берегах водоёмов, на лугах и пересыхающих болотах.
Самки откладывают яйца бросая их в полёте с небольшой высоты в воду, либо откладывают их во время касания брюшком воды или влажной почвы на берегу во время полёта. Также отмечался сброс яиц в полёте на влажную после дождя траву около водоёмов. Личинки развиваются среди водной растительности в водоёмах. Развитие длится один год. Личинки переносят промерзание и пересыхание водоёмов. К грязной воде в водоёмах личинки относятся терпимо.